# Josef Hopf
Josef (Sepp) Hopf (* 21. Dezember 1894 in Oberdorfen; † 27. August 1993 ebenda) war ein deutscher Ingenieur. Er wurde als Rennleiter von BMW bekannt.

## Leben
Nach dem Abschluss der Volksschule ging Hopf zunächst 1908 als Schuhmacher in die Lehre, die er 1911 abschloss. Er arbeitete zunächst in seinem erlernten Beruf, wurde aber 1915 zur Infanterie in den Militärdienst gerufen. Nach einer Verwundung beantragte er eine Versetzung und kam 1917 als Monteursgehilfe nach Oberschleißheim zur fliegenden Truppe. Mit dem Ende der Kampfhandlungen wurde Hopf arbeitslos, erhielt aber 1920 bei BMW in Milbertshofen als Hilfsschlosser eine Anstellung und arbeitete zunächst am Motorenprüfstand. Nach einer weiteren kurzen Arbeitslosigkeit wurde er als Monteur in der Motorradproduktion bei BMW. Als Rudolf Schleicher zu BMW kam, wurde Hopf sein Mitarbeiter. 1924 übernahm er wieder Prüfstandarbeiten. Ab 1928 begann er mit Arbeiten an den Kompressormotoren, mit denen Ernst Jakob Henne am 19. September 1929 mit 216,8 km/h einen Geschwindigkeitsweltrekord aufstellen konnte.
Hopf entwickelte einen eigenen Kompressor, der bei dem Weltrekord 1932 und auch im Renneinsatz ab 1933 Verwendung fand. Nach diesen Erfolgen wurde er auf Betreiben Schleichers zum Meister ernannt.
1935 wurde er schließlich Rennleiter, 1936 Betriebsingenieur. Er war auch maßgeblich bei der Entwicklung der Teleskopgabel von BMW tätig und erhielt darauf, zusammen mit Rudolf Schleicher, Alexander von Falkenhausen und Alfred Böning 1937 ein Patent.
Unter seiner Führung gelang es Henne, den Weltrekord für Motorräder 1937 auf 279,5 km/h zu setzen und Georg „Schorsch“ Meier errang 1939 den Sieg bei Senior-TT, der 500-cm³-Klasse bei der Tourist Trophy auf der Isle of Man.
Während des Zweiten Weltkrieges arbeitete er zusammen mit von Falkenhausen an der BMW R75. Nach dem Krieg arbeitete er in Allach in einem Reparaturwerk, kam aber 1947 wieder zurück zur Rennstrecke, wenn auch als Privatier. Hopf war nun in der Versuchsabteilung tätig und war an der BMW R 25/3 und der BMW R 27 beteiligt, ebenso bei der Umrüstung der Motorradmotoren auf Gebläsekühlung für die BMW Isetta, BMW 600 und BMW 700. Am 30. März 1960 ging Hopf als Leiter der Versuchsabteilung in den Ruhestand.